# Svenssons

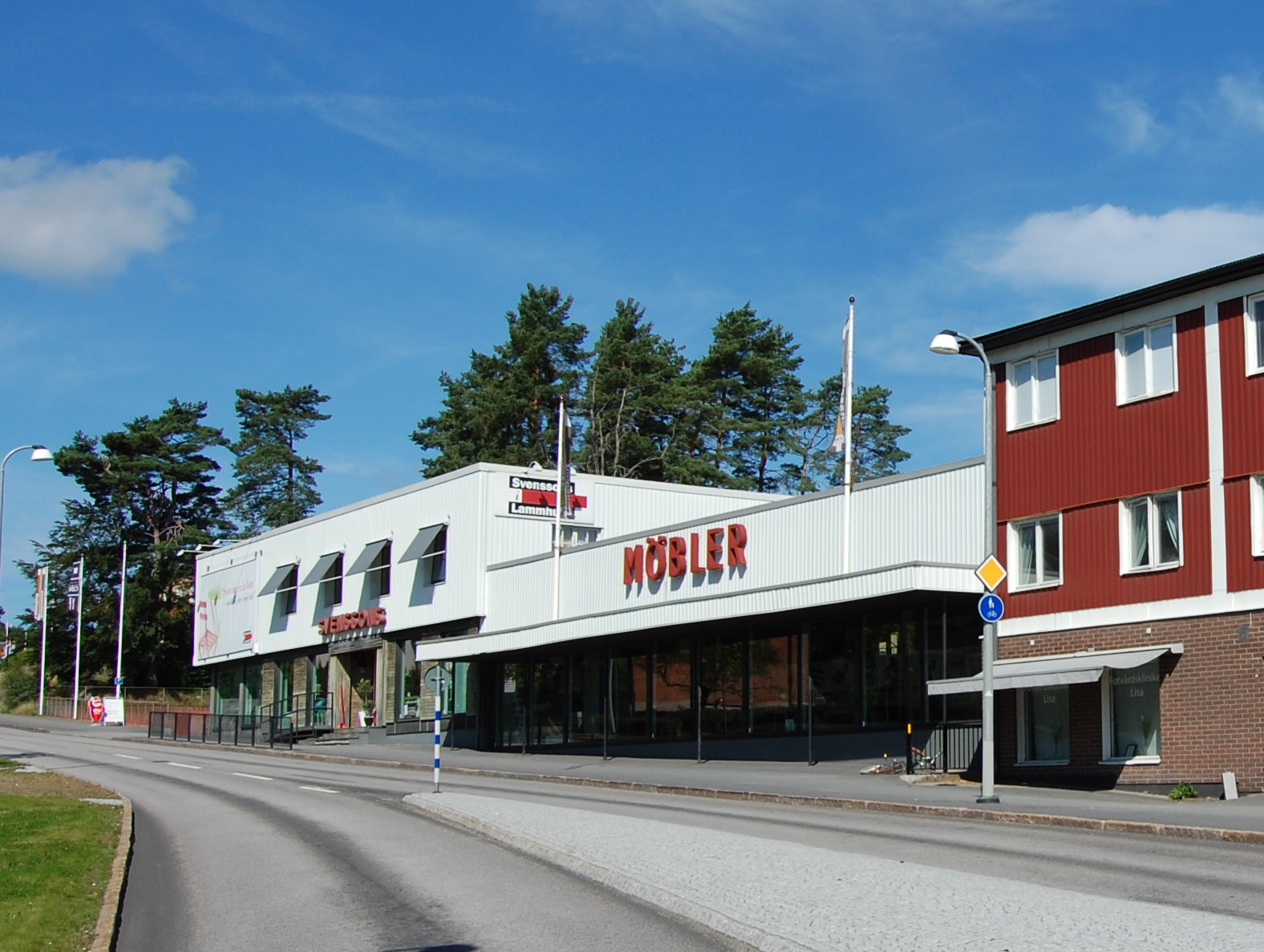
Svenssons i Lammhult

Svenssons, före 2015 Svenssons i Lammhult, är ett svenskt företag i möbelbranschen. Företaget ingår i Nordic Nest Group, som ägs av BHG Group.
Företaget har varit verksamt i över 100 år och är därmed ett av de äldsta möbelföretagen i Sverige. Idag är Svenssons en återförsäljare av olika möbeltillverkares möbler med fokus på välkända möbelklassiker. Företaget har butiker i Göteborg, Lammhult, Malmö och Stockholm. Butiken i Malmö ligger i den lokal som tidigare var Scaniabiografen. Utöver dessa butiker erbjuds försäljning via telefon och i en webbutik.